# Simulium menglaense
Simulium menglaense är en tvåvingeart som beskrevs av Chen 2003. Simulium menglaense ingår i släktet Simulium och familjen knott. Inga underarter finns listade i Catalogue of Life.